# Luiz Carlos Guarnieri
Luiz Carlos Guarnieri (Mogi-Mirim, 13 augustus 1971) is een voormalig Braziliaans voetballer.

## Carrière
Luiz Carlos speelde tussen 1995 en 1997 voor Kyoto Purple Sanga.